# فرانسوا سفاري دي برف

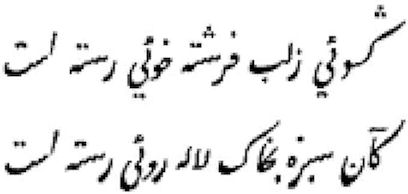
حروف فارسية طورها سفاري.

فرانسوا ساڤاري دي برڤ (بالفرنسية: François Savary de Brèves)‏ (1560 - 1627 م) هو سفير ومستشرق فرنسي.
شغل منصب السفير الفرنسي لدى الفاتيكان من 1608 إلى 1614 م. أسس سنة 1613 م، مطبعة للحروف العربية في رومة.